# مسعود بن عون اللخمي
 مسعود بن عون بن المنذر بن النعمان بن قابوس بن ماء السماء اللخمي. من بني لخم، وكان يلقب بقحطان. حضر فتح دمشق، ومعركة اليرموك، وأبلى فيها بلاءً حسناً. كما شارك في فتح قنسرين. أرسله أبو عبيدة بن الجراح إلى بعد فتح حلب لغزو الروم في أنطاكية، وفتحها. أقام مع أهله بعد ذلك في المعرة.